# Theodor Petřina

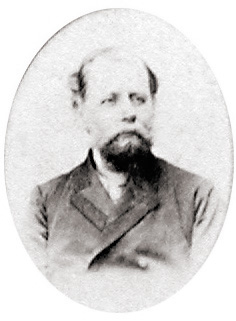
Theodor Petřina

Theodor Petřina (* 11. Mai 1842 in Linz, Oberösterreich; † 7. März 1928 in Prag) war ein österreichischer Internist.

## Leben
Petřina war der Sohn des Physikers Franz Adam Petřina. Er studierte ab 1861 an der Karls-Universität in Prag. Dort war er Mitglied des Corps Austria, dessen Ehrenmitglied er 1911 wurde. Im Jahr 1865 promovierte er als Internist und 1867 als Chirurg.
Er war am Allgemeinen Krankenhaus in Prag tätig und habilitierte sich 1872 für Innere Medizin. Er war Assistent an der II. Medizinischen Klinik bei Anton von Jaksch, dessen Tochter er heiratete. 1882 wurde er zum Titularprofessor an der Karl-Ferdinands-Universität ernannt. Daneben wirkte er von 1901 bis 1912 als Primararzt im Prager Handelsspital. Petřina erwarb sich bedeutende Verdienste um die Organisation des ärztlichen Standes im Königreich Böhmen. In der Zeit von 1895 bis 1922 war er Präsident der Deutschen Sektion der Ärztekammer für Böhmen, Ehrenmitglied der Zentralvereinigung deutscher Ärzte in Böhmen und der Vereinigung deutscher Ärzte in Prag. Unter seinen wissenschaftlichen Publikationen sind umfassende klinische Arbeiten über die Lokalisation in der Großhirnrinde, insbesondere über die sensorischen Rindenfelder, über Karzinome des Peritoneums und Neurosen.

## Werke
- Klinische Beiträge zur Localisation der Gehirntumoren. Prag 1877.
- Die Neurasthenie und ihre Behandlung. 1889.
- Zur Diagnose der angeborenen Pulmoalstenose und Persistenz des Ductus Botalli. In: Prager Med. Wochenschrift. XXIX. Nr. 8, Prag 1904.
- Die Organisation der Ärzteschaft. Stellung des Zentralvereines und der Ärztekammer in derselben. 1904.